# One Piece Treasure Cruise
 (juillet 2016).
Si vous disposez d'ouvrages ou d'articles de référence ou si vous connaissez des sites web de qualité traitant du thème abordé ici, merci de compléter l'article en donnant les références utiles à sa vérifiabilité et en les liant à la section « Notes et références ».
One Piece Treasure Cruise (ワンピース トレジャークルーズ), est un jeu vidéo RPG qui s'inspire du shōnen de Eiichiro Oda, One Piece. Il est sorti sur Android et iOS et développé par Namco Bandai,.
Le jeu consiste à refaire l'histoire du manga et de recruter des personnages puissants afin de les évoluer et de les faire monter de niveau. Des événements et des quêtes annexes sont ajoutés régulièrement.

## Système de jeu
Le gameplay du jeu est simple, il suffit de toucher un personnage pour qu'il attaque, puis d'en toucher un autre au bon moment afin d'effectuer des combos et d'augmenter les dégâts sur l'ennemi.

## Lieux
Les lieux du mode histoire vont jusqu'à l'arc Rêverie. D'autres lieux non vus du mode histoire sont sur l'île bonus, comme l'affrontement avec Aokiji ou avec Mihawk.

## Recrutement rare
Il est aussi possible au joueur de recruter des personnages rares. Pour cela, il doit se rendre dans une section nommée Taverne, où il peut dépenser des points amis pour débloquer des personnages d'une rareté peu élevée ou faire un "recrutement rare" qui lui permettra d'obtenir des personnages plus rares et donc plus puissants en échanges de gemmes. Les gemmes peuvent être gagnées avec divers moyens dans le jeu ou être achetées par le joueur.